# Dżudajdat Tall Sabin
Dżudajdat Tall Sabin (arab. جديدة تل سبعين) – wieś w Syrii, w muhafazie Aleppo. W 2004 roku liczyła 623 mieszkańców.